# 約翰·布蘭登堡
約翰·E·布蘭登堡（英語：John E. Brandenburg，1953年—）是美國等離子體物理學家，著有《Death on Mars》等書籍。他亦是科幻作家，曾以筆名Victor Norgarde出版兩部科幻小說。

## 生平
於南俄勒岡大學畢業，並在加利福尼亞大學戴維斯分校獲得碩士及博士學位。曾在桑迪亞國家實驗室工作。目前於Orbital Technologies公司任職。
布蘭登堡於2011年提出火星是毀於核爆的假設，認為約一億八千萬年前火星發生的核爆摧毀了該星球上的所有生物，讓火星變成現在的樣子。2014年11月和2015年3月，布蘭登堡先後於美國物理學會年度秋季会议和第46屆月球與行星科學研討會上再度提出這個假設，認為這個核爆這個可能是由外星人引發，摧毀了火星上的古代文明。

## 外部連結
- 約翰·布蘭登堡（德国国家图书馆目录相关文献）
- 約翰·布蘭登堡在互联网电影资料库（IMDb）上的資料（英文）